# Мігел Нашсіменту
Мігел Нашсіменту (порт. Miguel Nascimento, 19 січня 1995) — португальський плавець. Учасник Чемпіонату світу з водних видів спорту 2017, де в попередніх запливах на дистанції 100 метрів вільним стилем посів 33-тє місце і не потрапив до півфіналів.